# Landkreis Breisgau-Hochschwarzwald
Landkreis Breisgau-Hochschwarzwald is een Landkreis in de Duitse deelstaat Baden-Württemberg. Op 31 december 2020 telde de Landkreis 264.867 inwoners op een oppervlakte van 1.378,33 km². Het bestuur zetelt in de stad Freiburg, die als Stadtkreis zelf geen deel uitmaakt van het Landkreis.

## Steden en gemeenten
De volgende steden en gemeenten liggen in de Landkreis:
| Steden | Gemeenten |
| --- | --- |
| 1. Breisach am Rhein 2. Heitersheim 3. Löffingen 4. Müllheim 5. Neuenburg am Rhein 6. Staufen im Breisgau 7. Sulzburg 8. Titisee-Neustadt 9. Vogtsburg im Kaiserstuhl | 1. Au 2. Auggen 3. Bad Krozingen 4. Badenweiler 5. Ballrechten-Dottingen 6. Bötzingen 7. Bollschweil 8. Breitnau 9. Buchenbach 10. Buggingen 11. Ebringen 12. Ehrenkirchen 13. Eichstetten am Kaiserstuhl 14. Eisenbach (Hochschwarzwald) 15. Eschbach 16. Feldberg (Schwarzwald) 17. Friedenweiler 18. Glottertal 19. Gottenheim 20. Gundelfingen 21. Hartheim 22. Heuweiler 23. Hinterzarten 24. Horben 25. Ihringen 26. Kirchzarten 27. Lenzkirch 28. March 29. Merdingen 30. Merzhausen 31. Münstertal/Schwarzwald 32. Oberried 33. Pfaffenweiler 34. Schallstadt 35. Schluchsee 36. Sölden 37. Stegen 38. St. Märgen 39. St. Peter 40. Umkirch 41. Wittnau |

### Samenwerkingsverbanden
De samenwerkingsverbanden in het district hebben 2 verschillende namen, namelijk:
- Vereinbarte Verwaltungsgemeinschaften
- Gemeindeverwaltungsverbände

De zwakkere van die twee is de Vereinbarte Verwaltungsgemeinschaft. Bij deze vorm van samenwerking worden de minimale wettelijke taken toebedeeld aan de 'vervullende gemeente'. De term 'vervullende gemeente' wil zeggen de gemeente die de wettelijke taken uitvoert voor het samenwerkingsverband.
De Verwaltungsgemeinschaften zijn:
- Bad Krozingen (Bad Krozingen, Hartheim)
- Breisach am Rhein (Breisach am Rhein, Ihringen, Merdingen)
- Ehrenkirchen (Bollschweil, Ehrenkirchen)
- Gundelfingen (Heuweiler, Gundelfingen)
- Heitersheim (Ballrechten-Dottingen, Eschbach, Heitersheim)
- Hinterzarten (Breitnau, Hinterzarten)
- Löffingen (Friedenweiler, Löffingen)
- Schallstadt (Ebringen, Pfaffenweiler, Schallstadt)
- Schluchsee (Feldberg (Schwarzwald), Schluchsee)
- Titisee-Neustadt (Eisenbach (Schwarzwald), Titisee-Neustadt)

De Gemeindeverwaltungsverbände zijn:
- Dreisamtal (Buchenbach, Kirchzarten, Oberried, Stegen)
- Hexental (Au, Horben, Merzhausen, Sölden, Wittnau)
- Kaiserstuhl-Tuniberg (Bötzingen, Eichstetten, Gottenheim)
- March-Umkirch (March, Umkirch)
- Müllheim-Badenweiler (Auggen, Badenweiler, Buggingen, Müllheim, Sulzburg)
- St. Peter (Glottertal, St. Märgen und St. Peter)
- Staufen-Münstertal (Münstertal (Schwarzwald), Staufen im Breisgau)

Alb-Donau-Kreis · Baden-Baden · Biberach · Bodenseekreis · Böblingen · Breisgau-Hochschwarzwald · Calw · Emmendingen · Enzkreis · Esslingen · Freiburg im Breisgau · Freudenstadt · Göppingen · Heidelberg · Heidenheim · Heilbronn (stad) · Landkreis Heilbronn · Hohenlohe · Karlsruhe (stad) · Landkreis Karlsruhe · Konstanz · Lörrach · Ludwigsburg · Main-Tauber-Kreis  · Mannheim · Neckar-Odenwald-Kreis · Ortenaukreis · Ostalbkreis · Pforzheim · Rastatt · Ravensburg · Rems-Murr-Kreis · Reutlingen · Rhein-Neckar-Kreis · Rottweil · Schwäbisch Hall · Schwarzwald-Baar-Kreis · Sigmaringen · Stuttgart · Tübingen · Tuttlingen · Ulm · Waldshut · Zollernalbkreis
Au ·
Auggen ·
Bad Krozingen ·
Badenweiler ·
Ballrechten-Dottingen ·
Bötzingen ·
Bollschweil ·
Breisach am Rhein ·
Breitnau ·
Buchenbach ·
Buggingen ·
Ebringen ·
Ehrenkirchen ·
Eichstetten am Kaiserstuhl ·
Eisenbach (Hochschwarzwald) ·
Eschbach ·
Feldberg (Schwarzwald) ·
Friedenweiler ·
Glottertal ·
Gottenheim ·
Gundelfingen ·
Hartheim ·
Heitersheim ·
Heuweiler ·
Hinterzarten ·
Horben ·
Ihringen ·
Kirchzarten ·
Lenzkirch ·
Löffingen ·
March ·
Merdingen ·
Merzhausen ·
Müllheim ·
Münstertal/Schwarzwald ·
Neuenburg am Rhein ·
Oberried ·
Pfaffenweiler ·
Schallstadt ·
Schluchsee ·
Sölden ·
Staufen im Breisgau ·
Stegen ·
St. Märgen ·
St. Peter ·
Sulzburg ·
Titisee-Neustadt ·
Umkirch ·
Vogtsburg im Kaiserstuhl ·
Wittnau